# Пекольтии
Пекольтии (лат. Peckoltia) — род лучепёрых рыб из семейства кольчужных сомов, обитающий в Южной Америке. Назван в честь ученого Густаво Пеколта.

## Описание

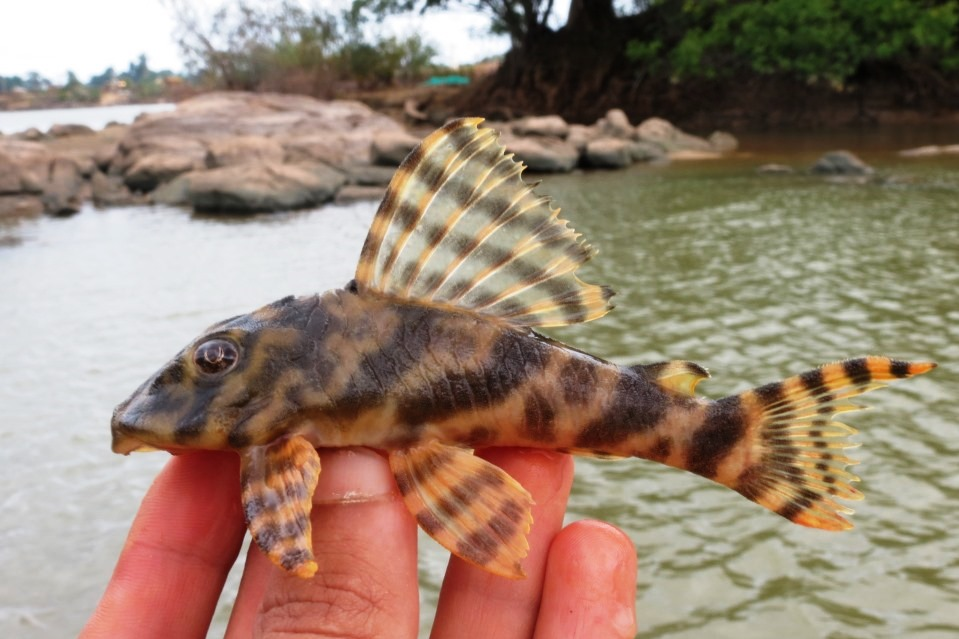
Peckoltia vittata

Общая длина представителей этого рода колеблется от 7,2 до 40 см. Внешне немного похожи на сомов рода Hemiancistrus. Голова большая, рыло немного вытянуто. Глаза умеренно большие с радужной оболочкой. Есть боковой гребень. Рот представляет собой присоску. Зубы щёткоподобные, на обеих челюстях имеют одинаковый размер, на верхней челюсти образуют угол в 90°. Туловище крепкое, удлинённое, покрыто костными пластинками. У половозрелых самцов в верхней части туловища присутствуют увеличенные одонтоды (кожные зубчики). Спинной и грудной плавники имеют жёсткие лучи (шипы). Спинной плавник высокий, достаточно длинный. Жировой плавник небольшой. Грудные плавники широкие, брюшные чуть меньше. Анальный плавник маленький, скошенный. Хвостовой плавник широкий, с разветвлёнными лучами или с вырезом.
Обычно они желтовато-песочные, оранжевые, серые, коричневые или чёрные. Виды различаются между собой прежде всего рисунком на основном фоне. На голове или спине присутствуют яркие седловидные пятна или крапинки, по бокам и на плавниках — тонкие тёмные полоски. На брюхе могут быть тёмные пятнышки.

## Образ жизни
Это бентопелагическая рыбы, предпочитающие пресные водоёмы. Встречающиеся на быстрых участках рек с каменистым дном. Образуют небольшие косяки. Питаются водорослями и личинками насекомых. Добычу всасывают губами. Губы также используют, чтобы присасываться к камням.

## Размножение
Некоторые виды перед нерестом в отвесных глиняных берегах роют норы длиной 30-80 см. Самка в норах откладывает икру, затем самцы остаются её охранять. Иногда охраняют оба родителя.

## Распространение
Обитают в бассейнах рек Амазонка, Ориноко, Эссекибо, Вентура, Инирида, Укаяли, Тапажос, Рио-Негро, Риу-Бранку, Рупунуни, Пурус — в пределах Венесуэлы, Гайаны, Суринама, Французской Гвианы, Бразилии, Колумбии и Перу.

## Содержание в аквариуме

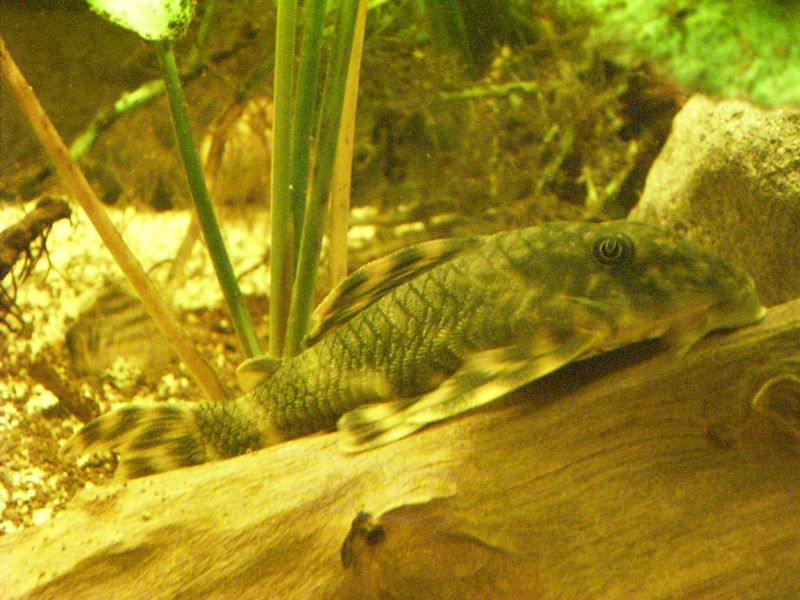
Peckoltia sp.

Подходит не очень высокий аквариум, 35—40 см высотой, с большой площадью дна. На дно насыпают смесь крупного и среднего песка. Сверху укладывают камни среднего и большого размера с плоской подошвой. Вдоль задней стенки сооружают пещерки из камней. Растения не обязательны, но можно высадить несколько крупных кустов эхинодорусов по углам. В этом случае нужно понимать, что голодные сомы, соскабливая бактериальный налет с листьев увлекаются так, что после такой процедуры на листьях остаются сквозные дыры. Мелкие кусты растительности крупные особи могут съесть до корней.
Не агрессивные рыбы. Содержать лучше группой от 4—5 особей. Соседями могут быть другие кольчужные сомы, харациновые и сомики-коридорасы. Кормят рыб свежими овощами и таблетками для растительноядных сомов. 30 % от рациона должен составлять живой корм или заменитель (фарш из морепродуктов). Из технических средств понадобится внутренний фильтр средней мощности и компрессор. Температура содержания должна составлять 23—26 °C.

## Классификация
На апрель 2018 года в род включают 20 видов:
- Peckoltia bachi (Boulenger, 1898)
- Peckoltia braueri (Eigenmann, 1912)
- Peckoltia brevis (La Monte, 1935)
- Peckoltia caenosa Armbruster, 2008
- Peckoltia capitulata Fisch-Muller & Covain, 2012
- Peckoltia cavatica Armbruster & Werneke, 2005
- Peckoltia compta De Oliveira et al., 2010
- Peckoltia ephippiata Armbruster, Werneke & Tan, 2015
- Peckoltia feldbergae de Oliveira et al., 2012
- Peckoltia furcata (Fowler, 1940)
- Peckoltia greedoi Armbruster, Werneke & Tan, 2015
- Peckoltia lineola Armbruster, 2008
- Peckoltia lujani Armbruster, Werneke & Tan, 2015
- Peckoltia multispinis (Holly, 1929)
- Peckoltia oligospila (Günther, 1864)
- Peckoltia otali Fisch-Muller & Covain, 2012
- Peckoltia pankimpuju (Lujan & Chamon, 2008)
- Peckoltia simulata Fisch-Muller & Covain, 2012
- Peckoltia vermiculata (Steindachner, 1908)
- Peckoltia vittata (Steindachner, 1881)

## Галерея

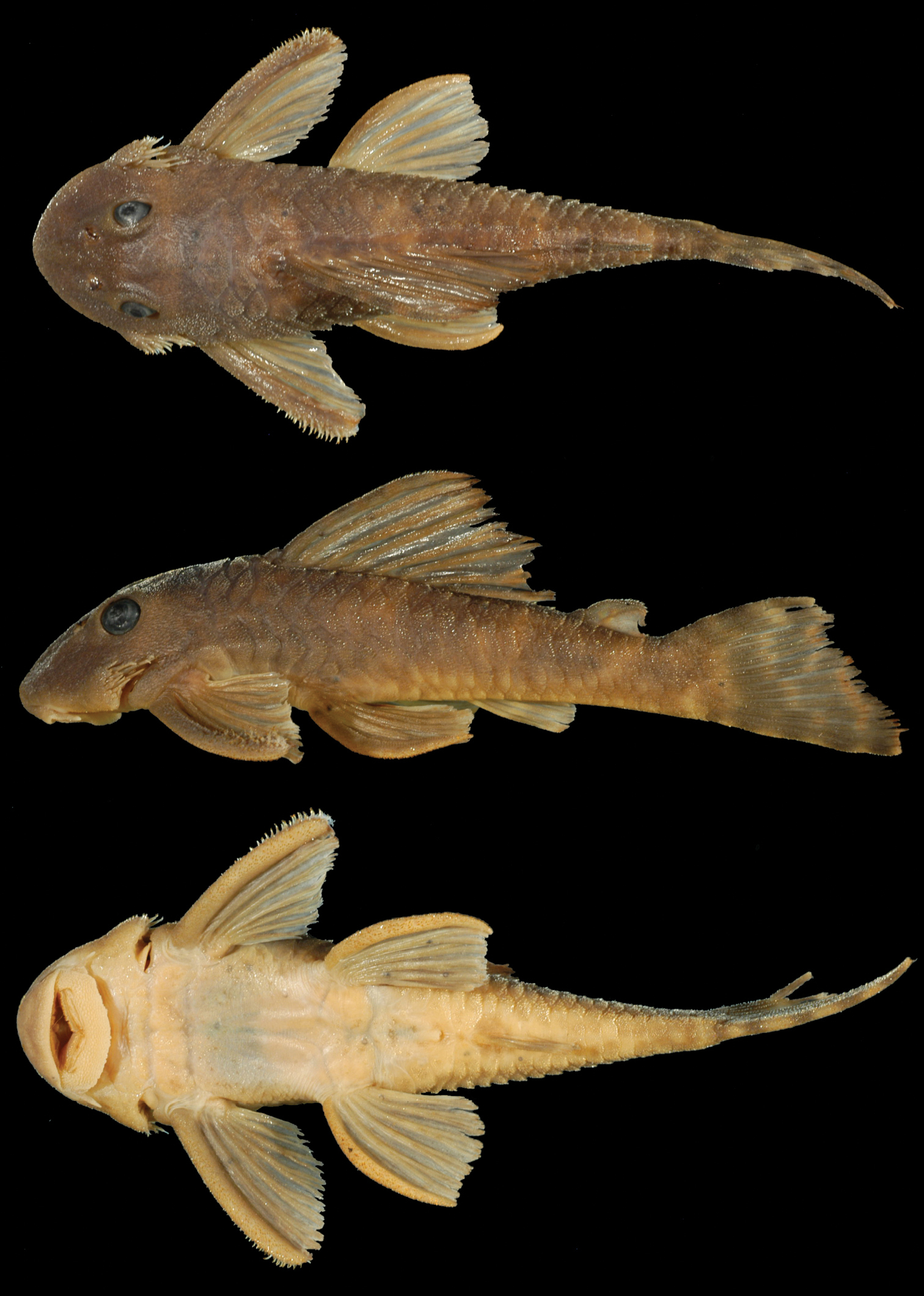
Peckoltia ephippiata
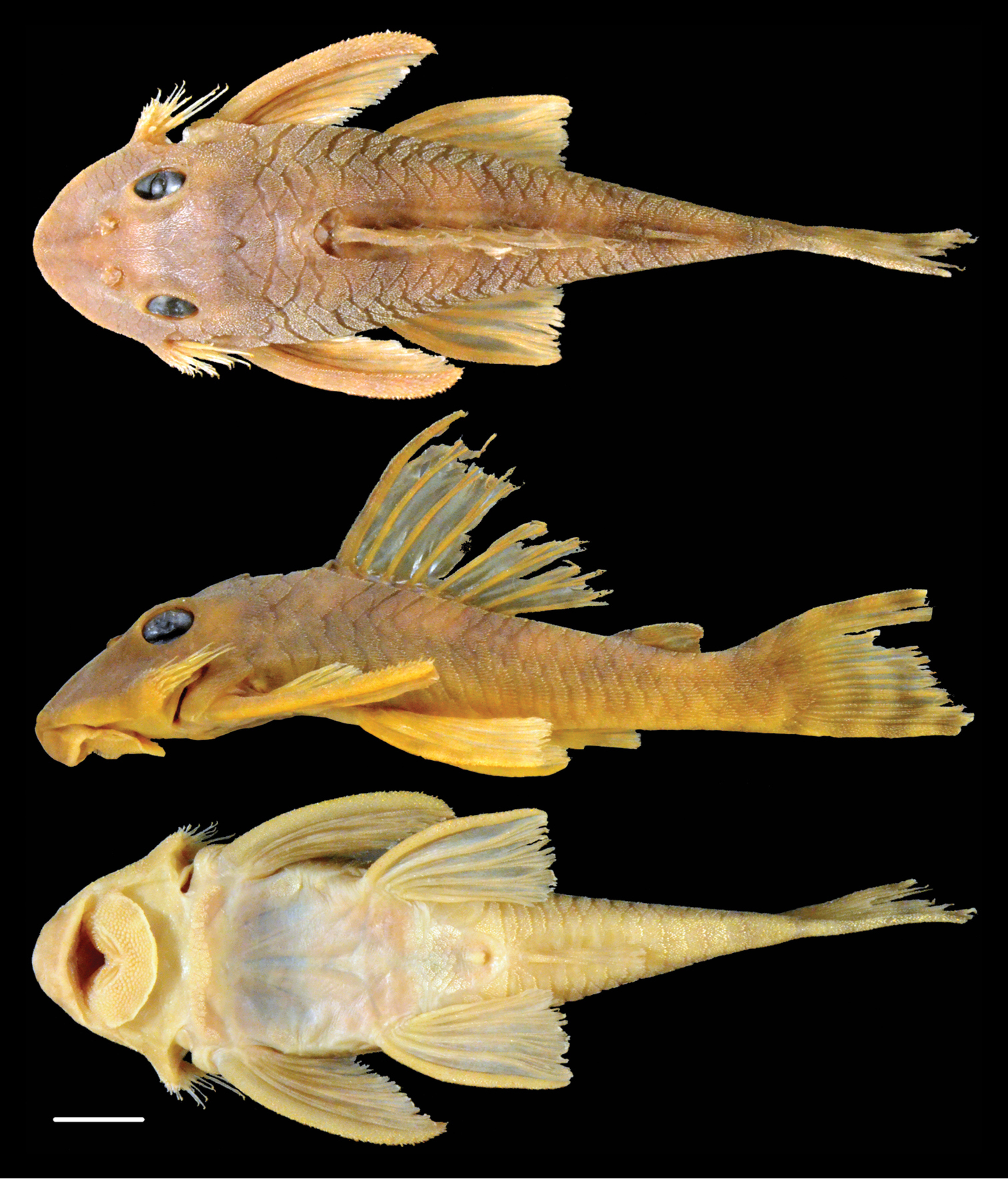
Peckoltia greedoi
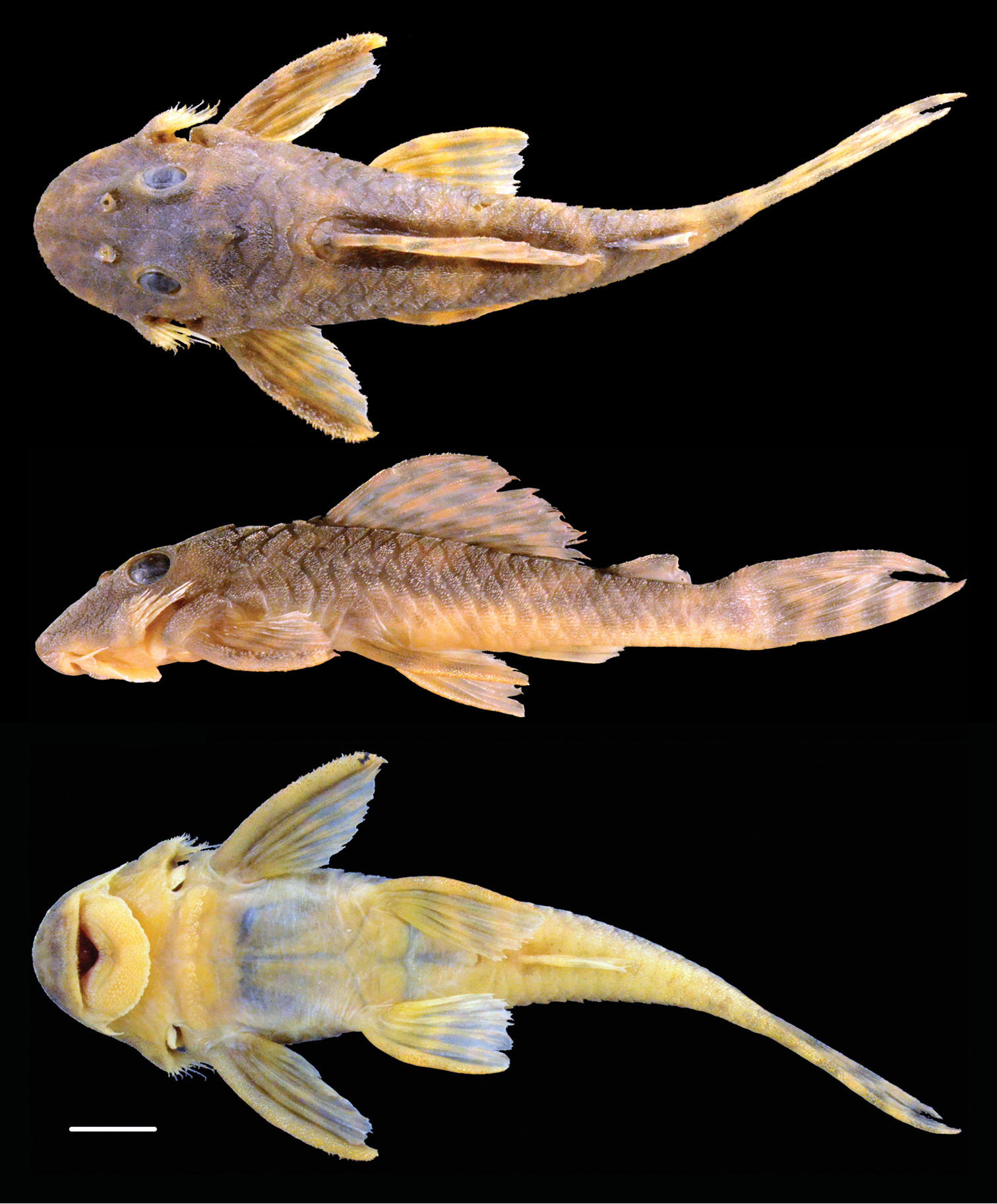
Peckoltia lujani